# Lägh da Cavloc
Lägh da Cavloc (tal. Lago di Cavloccio) je jezero u blizini prijevoja Maloja u dolini Val Forno, Graubünden, Švicarska.
Dok je sjeverna obala stjenovita i obrubljena borovom šumom, na plitkoj južnoj obali nalazi se plaža koja je popularno kupalište unatoč niskoj temperaturi vode.
Na jezeru se nalazi planinski restoran,, a Alp da Cavloc nalazi se južno od jezera.

## Pristup
Do jezera se može doći laganom pješačkom stazom iz Maloje za oko sat vremena hodanja. Zimi je staza uređena kao zimska planinarska staza i staza za skijaško trčanje.

## Umjetnost i kultura
Jezero je naslikao Giovanni Giacometti 1922. 

## Vanjske poveznice
|  | Zajednički poslužitelj ima još gradiva o temi Lägh da Cavloc |